# Xystrocera apiculata
Xystrocera apiculata är en skalbaggsart som beskrevs av Francis Polkinghorne Pascoe 1869. Xystrocera apiculata ingår i släktet Xystrocera och familjen långhorningar. Inga underarter finns listade i Catalogue of Life.